# Ilha de Lisboa
Ilha de Lisboa är en ö i Guinea-Bissau. Den ligger i den västra delen av landet, 30 km väster om huvudstaden Bissau. Arean är 12,5 kvadratkilometer.
Terrängen på Ilha de Lisboa är mycket platt. Öns högsta punkt är 16 meter över havet. Den sträcker sig 5,9 kilometer i nord-sydlig riktning, och 8,2 kilometer i öst-västlig riktning.  Trakten runt Ilha de Lisboa består huvudsakligen av våtmarker.